# Ruben Swedberg
Gustaf Ruben Swedberg (i riksdagen kallad Swedberg i Örebro), född 7 februari 1896 i Rimbo, död 9 juni 1957 i Örebro, var en svensk pastor och politiker (folkpartist). 
Ruben Swedberg, som var son till en kusk och lantbrukare, studerade vid Betelseminariet 1914-1916 och 1919-1920 varefter han blev baptistpastor i Köping 1920-1923, Hudiksvall 1923-1930 och Örebro 1930-1947. Han var också ordförande i Svenska baptistsamfundets missionsstyrelse 1949-1956 och ordförande för Betelseminariet 1944-1957.
Han var riksdagsledamot i andra kammaren för Örebro läns valkrets från 1945 till sin död 1957. Han var bland annat ledamot i konstitutionsutskottet 1949-1957. Som riksdagsledamot var han särskilt engagerad i religiösa och moraliska frågor: bland annat begärde han folkomröstning om statskyrkosystemet och krävde en undersökning om "den s.k. kolorerade veckopressen".